# Pandemia de COVID-19 en México

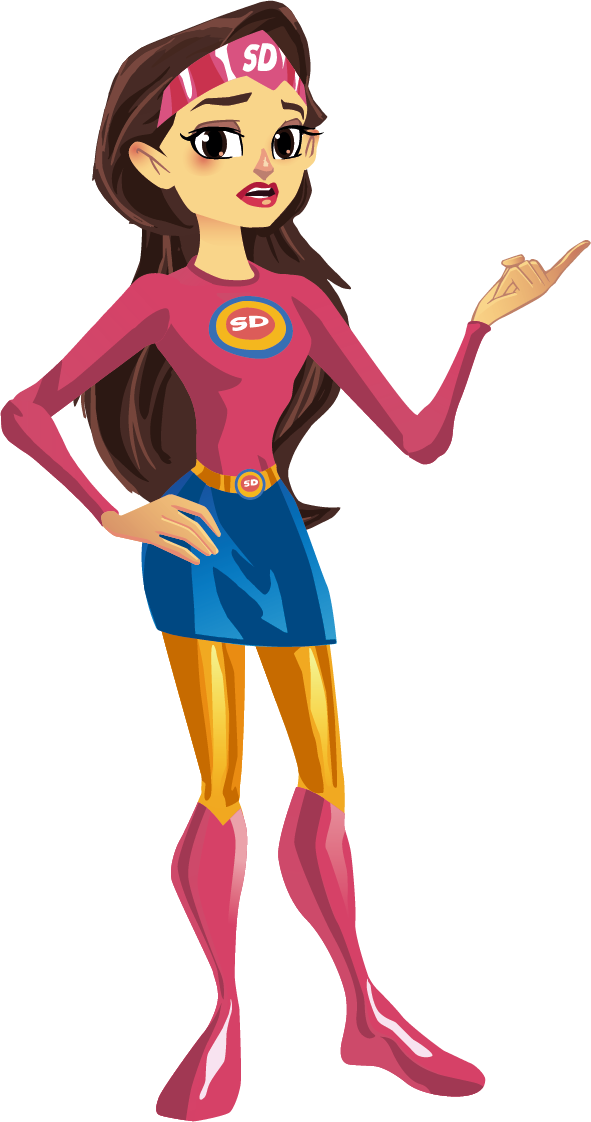
(Susana Distancia) Personaje creado por la Secretaría de Salud utilizado durante la «Jornada Nacional de Sana Distancia» para aplanar la curva de contagios.

La pandemia de COVID-19 en México llegó el 28 de febrero de 2020 desde Italia. En la conferencia matutina encabezada por el presidente de México, Andrés Manuel López Obrador, la Secretaría de Salud confirmó el primer caso importado de COVID-19, en la Ciudad de México, en un hombre de 35 años de edad con antecedentes de viaje a Italia. Asimismo, se dio a conocer que el Laboratorio Estatal de Salud Pública de Sinaloa, confirmó un caso más en una persona de 41 años de edad, y se está en espera de los resultados de la toma de muestra enviada al Instituto de Diagnóstico y Referencia Epidemiológicos. El primer fallecimiento por esta enfermedad en el país ocurrió el 18 de marzo de 2020.
El Gobierno de México, en coordinación con la Secretaría de Salud, implementó una serie de medidas para prevenir y controlar los contagios en el país, entre las cuales se incluyen la extensión del período vacacional estudiantil, el confinamiento por la pandemia y el Plan DN-III-E. De un total de tres fases epidemiológicas identificadas por las autoridades sanitarias, según el grado de transmisión de la enfermedad, el 24 de marzo se decretó la fase 2 que comprende primordialmente la suspensión de ciertas actividades económicas, la restricción de congregaciones masivas y la recomendación de resguardo domiciliario a la población en general. El 30 de marzo se declaró «emergencia sanitaria por causa de fuerza mayor» como consecuencia de la evolución de casos confirmados y muertes por la enfermedad en el país, lo cual dio lugar a la ejecución de acciones adicionales para su prevención y control;  el 21 de abril dio comienzo la fase 3, mediante la cual se extendieron las actividades de prevención y control realizadas en las anteriores fases al menos hasta mediados o finales de mayo.
Algunos efectos que ha tenido la pandemia en México incluyen la generación de compras de pánico y saqueos de establecimientos, que a su vez han conducido al eventual desabasto de productos de limpieza e higiene personal, la suspensión de eventos socioculturales, el cierre temporal o definitivo de empresas, y la caída del precio del combustible así como del peso mexicano en los mercados de divisas internacionales.
Se reportó que, al 24 de noviembre de 2020, México poseía el último lugar de resiliencia ante el COVID-19, en una lista de 53 evaluados. Lo anterior debido a una alta tasa de mortalidad y un elevado índice de positividad, causado principalmente por un escaso número de pruebas hechas en el país.
El inicio de la Vacunación contra la COVID-19 en México se llevó a cabo el 24 de diciembre de 2020 en las entidades federativas de la Ciudad de México, Querétaro y el Estado de México.

## Cronología
El 10 de enero de 2020, La Secretaría de Salud, a través de la Unidad de Inteligencia Epidemiológica y Sanitaria de la Dirección General de Epidemiología, emitió un aviso preventivo de viaje a Wuhan, China, debido al brote de neumonía con agente causal no identificado ni confirmado su mecanismo de transmisión, por lo que resulta un riesgo para los viajeros que visiten este país.
El 21 de enero de 2020, se emitió un Aviso Epidemiológico para informar los métodos para la identificación oportuna de casos sospechosos en México y las medidas de prevención pertinentes, las acciones para el abordaje de los casos sospechosos en México es la toma de muestra biológica para su envío al Instituto de Diagnóstico y Referencia Epidemiológicos, así como su seguimiento hasta la remisión de su enfermedad, incluyendo su clasificación final y estudio de contactos directos.
El 30 de enero de 2020, ante la declaratoria de la Organización Mundial de la Salud de considerar a la epidemia de coronavirus 2019-nCoV como una emergencia de salud pública de interés internacional, México pone en marcha un Plan de Preparación y Respuesta, ya que si bien hasta el momento no se han registrado casos, es eminente su llegada al territorio.
El 28 de febrero de 2020, en la conferencia matutina encabezada por el presidente de México, Andrés Manuel López Obrador, la Secretaría de Salud confirmó el primer caso importado de COVID-19, en la Ciudad de México, en un hombre de 35 años de edad con antecedentes de viaje a Italia. Asimismo, se dio a conocer que el Laboratorio Estatal de Salud Pública de Sinaloa, confirmó un caso más en una persona de 41 años de edad, y se está en espera de los resultados de la toma de muestra enviada al Instituto de Diagnóstico y Referencia Epidemiológicos.

## Estadísticas

### Casos por entidades federativas
| Entidades federativas                                                                               | Casos     | Fallecidos | Fallecidos | Recuperados | Recuperados | Casos por 100,000 de habitantes | Reporte del gobierno local |
| Entidades federativas                                                                               | Casos     | Cant.      | %          | Cant.       | %           | Casos por 100,000 de habitantes | Reporte del gobierno local |
| --------------------------------------------------------------------------------------------------- | --------- | ---------- | ---------- | ----------- | ----------- | ------------------------------- | -------------------------- |
| Ciudad de México                                                                                    | 959 572   | 51 545     | 5.37       | 870 765     | 90.75       | 10759.9                         | [ 26 ]                     |
| Estado de México                                                                                    | 638 845   | 55 786     | 8.73       | 553 180     | 86.59       | 3535.4                          | [ 27 ]                     |
| Jalisco                                                                                             | 386 019   | 21 186     | 5.49       | 350 984     | 90.92       | 4615.8                          | [ 28 ]                     |
| Nuevo León                                                                                          | 279 328   | 17 490     | 6.26       | 249 506     | 89.32       | 5673.9                          | [ 29 ]                     |
| Guanajuato                                                                                          | 181 939   | 14 810     | 8.14       | 154 758     | 85.06       | 3015.7                          | [ 30 ]                     |
| Michoacán                                                                                           | 172 818   | 8600       | 4.98       | 164 158     | 94.99       | 3909.9                          | [ 31 ]                     |
| Tabasco                                                                                             | 139 066   | 6637       | 4.77       | 130 166     | 93.6        | 6175.2                          | [ 32 ]                     |
| Puebla                                                                                              | 122 105   | 17 987     | 14.73      | 93 823      | 76.84       | 5422.1                          | [ 33 ]                     |
| Veracruz                                                                                            | 120 440   | 17 259     | 14.33      | 100 588     | 83.52       | 1446.2                          | [ 34 ]                     |
| Sonora                                                                                              | 109 781   | 10 404     | 9.48       | 95 685      | 87.16       | 4025.7                          | [ 35 ]                     |
| San Luis Potosí                                                                                     | 101 253   | 8268       | 8.17       | 90 056      | 88.94       | 3870.5                          | [ 36 ]                     |
| Querétaro                                                                                           | 184 588   | 6 886      | 3.73       | 177 437     | 96.12       | 7793.5                          | [ 37 ]                     |
| Tamaulipas                                                                                          | 91 480    | 6497       | 7.1        | 82 865      | 90.58       | 2743.9                          | [ 38 ]                     |
| Coahuila                                                                                            | 90 992    | 9700       | 10.66      | 80 678      | 88.66       | 3270.7                          | [ 39 ]                     |
| Oaxaca                                                                                              | 79 603    | 6277       | 7.89       | 72 619      | 91.23       | 2058                            | [ 40 ]                     |
| Chihuahua                                                                                           | 79 518    | 8059       | 10.13      | 68 743      | 86.45       | 2255.8                          | [ 41 ]                     |
| Guerrero                                                                                            | 75 592    | 7511       | 9.94       | 65 993      | 87.3        | 2194.9                          | [ 42 ]                     |
| Yucatán                                                                                             | 73 766    | 7026       | 9.52       | 55 044      | 74.62       | 3725.6                          | [ 43 ]                     |
| Sinaloa                                                                                             | 72 604    | 8620       | 11.87      | 61 888      | 85.24       | 2546.6                          | [ 44 ]                     |
| Baja California                                                                                     | 63 754    | 10 070     | 15.8       | 48 666      | 76.33       | 1977.5                          | [ 45 ]                     |
| Hidalgo                                                                                             | 61 201    | 9141       | 14.94      | 49 569      | 80.99       | 2275.1                          | [ 46 ]                     |
| Quintana Roo                                                                                        | 58 811    | 5064       | 8.61       | 50 051      | 85.1        | 4356.4                          | [ 47 ]                     |
| Baja California Sur                                                                                 | 54 713    | 2424       | 4.43       | 52 094      | 95.21       | 6231.5                          | [ 48 ]                     |
| Morelos                                                                                             | 49 250    | 5581       | 11.33      | 41 099      | 83.45       | 2731.6                          | [ 49 ]                     |
| Durango                                                                                             | 47 150    | 2906       | 6.16       | 43 619      | 92.51       | 2552.8                          | [ 50 ]                     |
| Zacatecas                                                                                           | 40 523    | 3418       | 8.43       | 36 240      | 89.43       | 2481.5                          | [ 51 ]                     |
| Aguascalientes                                                                                      | 34 795    | 3022       | 8.69       | 28 022      | 80.53       | 2541.6                          | [ 52 ]                     |
| Nayarit                                                                                             | 33 289    | 2687       | 8.07       | 24 573      | 73.82       | 2497.3                          | [ 53 ]                     |
| Colima                                                                                              | 31 084    | 2121       | 6.82       | 28 447      | 91.52       | 3974.9                          | [ 54 ]                     |
| Tlaxcala                                                                                            | 28 901    | 3055       | 10.57      | 21 988      | 76.08       | 2436.8                          | [ 55 ]                     |
| Campeche                                                                                            | 23 534    | 2525       | 10.73      | 20 027      | 85.1        | 2416.2                          | [ 56 ]                     |
| Chiapas                                                                                             | 22 103    | 1918       | 8.68       | 14 513      | 65.66       | 397                             | [ 57 ]                     |
| Totales                                                                                             | 3 908 534 | 295 893    | 7.57       | 3 113 350   | 71.35       | 43634.5                         | [ 58 ]                     |
| Fuentes: Secretaría de Salud (2020). Instituto de Investigaciones Geológicas y Atmosféricas (2020). |           |            |            |             |             |                                 |                            |

## Fases epidemiológicas
De acuerdo con la Secretaría de Salud, existen tres fases para que la enfermedad por COVID-19 se considere una epidemia en el país:
| Fase     | Fase                    | Período               | Período             | Descripción |
| Fase     | Fase                    | Inicio                | Fin                 | Descripción |
| -------- | ----------------------- | --------------------- | ------------------- | --- |
| Fase 1   | Importación de casos    | 28 de febrero de 2020 | 23 de marzo de 2020 | - Los casos de infección son importados del extranjero, y no existen casos de contagio local. - Existe un número limitado de personas infectadas con el virus. - No hay medidas estrictas de sanidad, con excepción de las acciones de prevención de propagación. |
| Fase 2   | Transmisión comunitaria | 24 de marzo de 2020   | 20 de abril de 2020 | - Se registran casos de contagio local entre personas que no hayan tenido contacto con extranjeros. - Se aumenta rápidamente el número de casos confirmados. - Se implementan acciones más estrictas como la suspensión de clases, trabajo a distancia (home office), cancelación de eventos masivos, cese de actividades en espacios cerrados, e implementación del Plan de auxilio a la población civil en casos de desastre (Plan DN-III-E) de la Secretaría de la Defensa Nacional de México. - Se suspenden las actividades no esenciales en los sectores público, privado y social. - Se exhorta a la población del país a permanecer bajo resguardo domiciliario, especialmente aquellos mayores de 60 años, «con diagnóstico de hipertensión arterial, diabetes, enfermedad cardíaca o pulmonar, inmunosupresión adquirida o provocada, que se encuentre en estado de embarazo o puerperio inmediato». |
| Fase 3   | Etapa epidemiológica    | 21 de abril de 2020   | 1 de mayo de 2022   | - Requiere la ejecución de protocolos sanitarios más estrictos como la cuarentena generalizada o estatal en el país. |
| Fuentes: |                         |                       |                     | |

## Fases de recuperación
El 13 de mayo de 2020, la Secretaría de Economía dio a conocer el «Plan para el regreso a la nueva normalidad» cuyo propósito es retomar progresivamente las actividades productivas, sociales y educativas que estuvieron pausadas durante las fases epidemiológicas para el control de infecciones por COVID-19 en el país.
El 26 de abril de 2022, la Secretaría de Salud informó que ya no emitirá el Semáforo epidemiológico de COVID-19, esto quiere decir que el informe de la semana epidemiológica número 13 del 2022, que contempla los días del 18 de abril al 1 de mayo, será el último que dé la Secretaría de Salud. En su último anuncio, la dependencia determinó que las 32 entidades federativas del país permanecerían en semáforo verde, como resultado de la disminución sostenida de casos de COVID-19.
| Etapa    | Período            | Período            | Descripción |
| Etapa    | Inicio             | Fin                | Descripción |
| -------- | ------------------ | ------------------ | --- |
| Etapa 1  | 14 de mayo de 2020 | 17 de mayo de 2020 | - Reapertura de 269 «municipios de la esperanza», es decir aquellos «en donde no se registran casos de COVID-19 ni colindan con municipios con contagios» y que pertenecen a 15 entidades federativas del país. La reapertura es precedida por una etapa de implementación de cercos sanitarios entre el 14 y 17 de mayo.                                                                                                |
| Etapa 2  | 18 de mayo de 2020 | 31 de mayo de 2020 | - Preparación para la reapertura. - Se consideran como «actividades esenciales» la construcción, minería y fabricación de equipo de transporte. - Cada empresa elabora los protocolos sanitarios para el reinicio de actividades. - Capacitación de personal para seguridad en el ambiente laboral. - Readecuación de espacios y procesos productivos. - Filtros de ingreso, sanitización e higiene del espacio laboral. |
| Etapa 3  | 1 de junio de 2020 | 1 de mayo de 2022  | - Sistema de semáforo semanal por regiones para la reapertura de actividades sociales y económicas. Los colores por entidad federativa varían de acuerdo con la ocupación hospitalaria e incidencia casos de infectados. |
| Fuentes: |                    |                    | |

## Semáforo de riesgo epidémico
| Color   | Color    | Alerta de riesgo para la salud | Descripción |
| ------- | -------- | ------------------------------ | --- |
|         | Verde    | Bajo                           | - Sin restricciones de movilidad. - La operación de actividades económicas y sociales se llevarán a cabo de manera habitual. - El modelo educativo funcionará bajo la nueva normalidad de acuerdo a lo establecido por la SEP. - El uso del cubreboca es recomendado en espacios públicos cerrados y obligatorio en el transporte público. - Estrategia permanente de comunicación de riesgo para la mitigación de contagios.                                                                         |
|         | Amarillo | Medio                          | - Disminución ligera en el espacio público. - La operación de actividades económicas y sociales serán con un aforo del 75%. - El modelo educativo funcionará bajo la nueva normalidad de acuerdo a lo establecido por la SEP. - El uso del cubreboca es obligatorio en todos los espacios públicos cerrados. Recomendado en espacios abiertos sin posibilidad de mantener sana distancia y obligatorio en el transporte público. - Comunicación de riesgo orientado a evitar incremento de contagios. |
|         | Naranja  | Alto                           | - Reducción de movilidad comunitaria. - La operación de actividades económicas y sociales serán con un aforo del 50%. - El modelo educativo funcionará bajo la nueva normalidad de acuerdo con lo establecido por la Secretaría de Educación Pública (SEP). - El uso del cubrebocas es obligatorio en todos los espacios públicos. - Comunicación de riesgos orientada a la alerta epidémica y saturación hospitalaria.                                                                               |
|         | Rojo     | Máximo                         | - De ser posible, quédate en casa. - La operación de actividades económicas y sociales será indicada por la autoridad local o federal. - El modelo educativo funcionará bajo la nueva normalidad de acuerdo con lo establecido por la SEP. - El uso del cubrebocas es obligatorio en todos los espacios públicos. |
| Fuente: |          |                                | |

| AGS | BCA | BCS | CAM | CHS | CHI | CMX | COA | COL | DUR | GTO | GRO | HID | JAL | MEX | MIC | MOR | NAY | NLE | OAX | PUE | QUE | QRO | SLP | SIN | SON | TAB | TAM | TLX | VER | YUC | ZAC |
| --- | --- | --- | --- | --- | --- | --- | --- | --- | --- | --- | --- | --- | --- | --- | --- | --- | --- | --- | --- | --- | --- | --- | --- | --- | --- | --- | --- | --- | --- | --- | --- |
|     |     |     |     |     |     |     |     |     |     |     |     |     |     |     |     |     |     |     |     |     |     |     |     |     |     |     |     |     |     |     |     |
|     |     |     |     |     |     |     |     |     |     |     |     |     |     |     |     |     |     |     |     |     |     |     |     |     |     |     |     |     |     |     |     |
|     |     |     |     |     |     |     |     |     |     |     |     |     |     |     |     |     |     |     |     |     |     |     |     |     |     |     |     |     |     |     |     |
|     |     |     |     |     |     |     |     |     |     |     |     |     |     |     |     |     |     |     |     |     |     |     |     |     |     |     |     |     |     |     |     |
|     |     |     |     |     |     |     |     |     |     |     |     |     |     |     |     |     |     |     |     |     |     |     |     |     |     |     |     |     |     |     |     |
|     |     |     |     |     |     |     |     |     |     |     |     |     |     |     |     |     |     |     |     |     |     |     |     |     |     |     |     |     |     |     |     |
|     |     |     |     |     |     |     |     |     |     |     |     |     |     |     |     |     |     |     |     |     |     |     |     |     |     |     |     |     |     |     |     |
|     |     |     |     |     |     |     |     |     |     |     |     |     |     |     |     |     |     |     |     |     |     |     |     |     |     |     |     |     |     |     |     |
|     |     |     |     |     |     |     |     |     |     |     |     |     |     |     |     |     |     |     |     |     |     |     |     |     |     |     |     |     |     |     |     |
|     |     |     |     |     |     |     |     |     |     |     |     |     |     |     |     |     |     |     |     |     |     |     |     |     |     |     |     |     |     |     |     |
|     |     |     |     |     |     |     |     |     |     |     |     |     |     |     |     |     |     |     |     |     |     |     |     |     |     |     |     |     |     |     |     |
|     |     |     |     |     |     |     |     |     |     |     |     |     |     |     |     |     |     |     |     |     |     |     |     |     |     |     |     |     |     |     |     |
|     |     |     |     |     |     |     |     |     |     |     |     |     |     |     |     |     |     |     |     |     |     |     |     |     |     |     |     |     |     |     |     |
|     |     |     |     |     |     |     |     |     |     |     |     |     |     |     |     |     |     |     |     |     |     |     |     |     |     |     |     |     |     |     |     |
|     |     |     |     |     |     |     |     |     |     |     |     |     |     |     |     |     |     |     |     |     |     |     |     |     |     |     |     |     |     |     |     |
|     |     |     |     |     |     |     |     |     |     |     |     |     |     |     |     |     |     |     |     |     |     |     |     |     |     |     |     |     |     |     |     |
|     |     |     |     |     |     |     |     |     |     |     |     |     |     |     |     |     |     |     |     |     |     |     |     |     |     |     |     |     |     |     |     |
|     |     |     |     |     |     |     |     |     |     |     |     |     |     |     |     |     |     |     |     |     |     |     |     |     |     |     |     |     |     |     |     |
|     |     |     |     |     |     |     |     |     |     |     |     |     |     |     |     |     |     |     |     |     |     |     |     |     |     |     |     |     |     |     |     |
|     |     |     |     |     |     |     |     |     |     |     |     |     |     |     |     |     |     |     |     |     |     |     |     |     |     |     |     |     |     |     |     |
|     |     |     |     |     |     |     |     |     |     |     |     |     |     |     |     |     |     |     |     |     |     |     |     |     |     |     |     |     |     |     |     |
|     |     |     |     |     |     |     |     |     |     |     |     |     |     |     |     |     |     |     |     |     |     |     |     |     |     |     |     |     |     |     |     |
|     |     |     |     |     |     |     |     |     |     |     |     |     |     |     |     |     |     |     |     |     |     |     |     |     |     |     |     |     |     |     |     |
|     |     |     |     |     |     |     |     |     |     |     |     |     |     |     |     |     |     |     |     |     |     |     |     |     |     |     |     |     |     |     |     |
|     |     |     |     |     |     |     |     |     |     |     |     |     |     |     |     |     |     |     |     |     |     |     |     |     |     |     |     |     |     |     |     |
|     |     |     |     |     |     |     |     |     |     |     |     |     |     |     |     |     |     |     |     |     |     |     |     |     |     |     |     |     |     |     |     |
|     |     |     |     |     |     |     |     |     |     |     |     |     |     |     |     |     |     |     |     |     |     |     |     |     |     |     |     |     |     |     |     |
|     |     |     |     |     |     |     |     |     |     |     |     |     |     |     |     |     |     |     |     |     |     |     |     |     |     |     |     |     |     |     |     |
|     |     |     |     |     |     |     |     |     |     |     |     |     |     |     |     |     |     |     |     |     |     |     |     |     |     |     |     |     |     |     |     |
|     |     |     |     |     |     |     |     |     |     |     |     |     |     |     |     |     |     |     |     |     |     |     |     |     |     |     |     |     |     |     |     |
|     |     |     |     |     |     |     |     |     |     |     |     |     |     |     |     |     |     |     |     |     |     |     |     |     |     |     |     |     |     |     |     |
|     |     |     |     |     |     |     |     |     |     |     |     |     |     |     |     |     |     |     |     |     |     |     |     |     |     |     |     |     |     |     |     |
|     |     |     |     |     |     |     |     |     |     |     |     |     |     |     |     |     |     |     |     |     |     |     |     |     |     |     |     |     |     |     |     |
|     |     |     |     |     |     |     |     |     |     |     |     |     |     |     |     |     |     |     |     |     |     |     |     |     |     |     |     |     |     |     |     |
|     |     |     |     |     |     |     |     |     |     |     |     |     |     |     |     |     |     |     |     |     |     |     |     |     |     |     |     |     |     |     |     |
|     |     |     |     |     |     |     |     |     |     |     |     |     |     |     |     |     |     |     |     |     |     |     |     |     |     |     |     |     |     |     |     |
|     |     |     |     |     |     |     |     |     |     |     |     |     |     |     |     |     |     |     |     |     |     |     |     |     |     |     |     |     |     |     |     |
|     |     |     |     |     |     |     |     |     |     |     |     |     |     |     |     |     |     |     |     |     |     |     |     |     |     |     |     |     |     |     |     |
|     |     |     |     |     |     |     |     |     |     |     |     |     |     |     |     |     |     |     |     |     |     |     |     |     |     |     |     |     |     |     |     |
|     |     |     |     |     |     |     |     |     |     |     |     |     |     |     |     |     |     |     |     |     |     |     |     |     |     |     |     |     |     |     |     |
|     |     |     |     |     |     |     |     |     |     |     |     |     |     |     |     |     |     |     |     |     |     |     |     |     |     |     |     |     |     |     |     |
|     |     |     |     |     |     |     |     |     |     |     |     |     |     |     |     |     |     |     |     |     |     |     |     |     |     |     |     |     |     |     |     |
|     |     |     |     |     |     |     |     |     |     |     |     |     |     |     |     |     |     |     |     |     |     |     |     |     |     |     |     |     |     |     |     |
|     |     |     |     |     |     |     |     |     |     |     |     |     |     |     |     |     |     |     |     |     |     |     |     |     |     |     |     |     |     |     |     |
|     |     |     |     |     |     |     |     |     |     |     |     |     |     |     |     |     |     |     |     |     |     |     |     |     |     |     |     |     |     |     |     |
|     |     |     |     |     |     |     |     |     |     |     |     |     |     |     |     |     |     |     |     |     |     |     |     |     |     |     |     |     |     |     |     |
|     |     |     |     |     |     |     |     |     |     |     |     |     |     |     |     |     |     |     |     |     |     |     |     |     |     |     |     |     |     |     |     |
|     |     |     |     |     |     |     |     |     |     |     |     |     |     |     |     |     |     |     |     |     |     |     |     |     |     |     |     |     |     |     |     |
|     |     |     |     |     |     |     |     |     |     |     |     |     |     |     |     |     |     |     |     |     |     |     |     |     |     |     |     |     |     |     |     |
|     |     |     |     |     |     |     |     |     |     |     |     |     |     |     |     |     |     |     |     |     |     |     |     |     |     |     |     |     |     |     |     |
|     |     |     |     |     |     |     |     |     |     |     |     |     |     |     |     |     |     |     |     |     |     |     |     |     |     |     |     |     |     |     |     |
|     |     |     |     |     |     |     |     |     |     |     |     |     |     |     |     |     |     |     |     |     |     |     |     |     |     |     |     |     |     |     |     |
|     |     |     |     |     |     |     |     |     |     |     |     |     |     |     |     |     |     |     |     |     |     |     |     |     |     |     |     |     |     |     |     |
|     |     |     |     |     |     |     |     |     |     |     |     |     |     |     |     |     |     |     |     |     |     |     |     |     |     |     |     |     |     |     |     |
|     |     |     |     |     |     |     |     |     |     |     |     |     |     |     |     |     |     |     |     |     |     |     |     |     |     |     |     |     |     |     |     |
|     |     |     |     |     |     |     |     |     |     |     |     |     |     |     |     |     |     |     |     |     |     |     |     |     |     |     |     |     |     |     |     |
|     |     |     |     |     |     |     |     |     |     |     |     |     |     |     |     |     |     |     |     |     |     |     |     |     |     |     |     |     |     |     |     |
|     |     |     |     |     |     |     |     |     |     |     |     |     |     |     |     |     |     |     |     |     |     |     |     |     |     |     |     |     |     |     |     |
|     |     |     |     |     |     |     |     |     |     |     |     |     |     |     |     |     |     |     |     |     |     |     |     |     |     |     |     |     |     |     |     |
|     |     |     |     |     |     |     |     |     |     |     |     |     |     |     |     |     |     |     |     |     |     |     |     |     |     |     |     |     |     |     |     |
|     |     |     |     |     |     |     |     |     |     |     |     |     |     |     |     |     |     |     |     |     |     |     |     |     |     |     |     |     |     |     |     |
|     |     |     |     |     |     |     |     |     |     |     |     |     |     |     |     |     |     |     |     |     |     |     |     |     |     |     |     |     |     |     |     |
|     |     |     |     |     |     |     |     |     |     |     |     |     |     |     |     |     |     |     |     |     |     |     |     |     |     |     |     |     |     |     |     |
|     |     |     |     |     |     |     |     |     |     |     |     |     |     |     |     |     |     |     |     |     |     |     |     |     |     |     |     |     |     |     |     |
|     |     |     |     |     |     |     |     |     |     |     |     |     |     |     |     |     |     |     |     |     |     |     |     |     |     |     |     |     |     |     |     |
|     |     |     |     |     |     |     |     |     |     |     |     |     |     |     |     |     |     |     |     |     |     |     |     |     |     |     |     |     |     |     |     |
|     |     |     |     |     |     |     |     |     |     |     |     |     |     |     |     |     |     |     |     |     |     |     |     |     |     |     |     |     |     |     |     |
|     |     |     |     |     |     |     |     |     |     |     |     |     |     |     |     |     |     |     |     |     |     |     |     |     |     |     |     |     |     |     |     |
|     |     |     |     |     |     |     |     |     |     |     |     |     |     |     |     |     |     |     |     |     |     |     |     |     |     |     |     |     |     |     |     |
|     |     |     |     |     |     |     |     |     |     |     |     |     |     |     |     |     |     |     |     |     |     |     |     |     |     |     |     |     |     |     |     |
|     |     |     |     |     |     |     |     |     |     |     |     |     |     |     |     |     |     |     |     |     |     |     |     |     |     |     |     |     |     |     |     |
|     |     |     |     |     |     |     |     |     |     |     |     |     |     |     |     |     |     |     |     |     |     |     |     |     |     |     |     |     |     |     |     |
|     |     |     |     |     |     |     |     |     |     |     |     |     |     |     |     |     |     |     |     |     |     |     |     |     |     |     |     |     |     |     |     |
|     |     |     |     |     |     |     |     |     |     |     |     |     |     |     |     |     |     |     |     |     |     |     |     |     |     |     |     |     |     |     |     |
|     |     |     |     |     |     |     |     |     |     |     |     |     |     |     |     |     |     |     |     |     |     |     |     |     |     |     |     |     |     |     |     |
|     |     |     |     |     |     |     |     |     |     |     |     |     |     |     |     |     |     |     |     |     |     |     |     |     |     |     |     |     |     |     |     |
|     |     |     |     |     |     |     |     |     |     |     |     |     |     |     |     |     |     |     |     |     |     |     |     |     |     |     |     |     |     |     |     |
|     |     |     |     |     |     |     |     |     |     |     |     |     |     |     |     |     |     |     |     |     |     |     |     |     |     |     |     |     |     |     |     |
|     |     |     |     |     |     |     |     |     |     |     |     |     |     |     |     |     |     |     |     |     |     |     |     |     |     |     |     |     |     |     |     |
|     |     |     |     |     |     |     |     |     |     |     |     |     |     |     |     |     |     |     |     |     |     |     |     |     |     |     |     |     |     |     |     |
|     |     |     |     |     |     |     |     |     |     |     |     |     |     |     |     |     |     |     |     |     |     |     |     |     |     |     |     |     |     |     |     |
|     |     |     |     |     |     |     |     |     |     |     |     |     |     |     |     |     |     |     |     |     |     |     |     |     |     |     |     |     |     |     |     |
|     |     |     |     |     |     |     |     |     |     |     |     |     |     |     |     |     |     |     |     |     |     |     |     |     |     |     |     |     |     |     |     |
|     |     |     |     |     |     |     |     |     |     |     |     |     |     |     |     |     |     |     |     |     |     |     |     |     |     |     |     |     |     |     |     |
|     |     |     |     |     |     |     |     |     |     |     |     |     |     |     |     |     |     |     |     |     |     |     |     |     |     |     |     |     |     |     |     |
|     |     |     |     |     |     |     |     |     |     |     |     |     |     |     |     |     |     |     |     |     |     |     |     |     |     |     |     |     |     |     |     |
|     |     |     |     |     |     |     |     |     |     |     |     |     |     |     |     |     |     |     |     |     |     |     |     |     |     |     |     |     |     |     |     |
|     |     |     |     |     |     |     |     |     |     |     |     |     |     |     |     |     |     |     |     |     |     |     |     |     |     |     |     |     |     |     |     |
|     |     |     |     |     |     |     |     |     |     |     |     |     |     |     |     |     |     |     |     |     |     |     |     |     |     |     |     |     |     |     |     |
|     |     |     |     |     |     |     |     |     |     |     |     |     |     |     |     |     |     |     |     |     |     |     |     |     |     |     |     |     |     |     |     |
|     |     |     |     |     |     |     |     |     |     |     |     |     |     |     |     |     |     |     |     |     |     |     |     |     |     |     |     |     |     |     |     |
|     |     |     |     |     |     |     |     |     |     |     |     |     |     |     |     |     |     |     |     |     |     |     |     |     |     |     |     |     |     |     |     |
|     |     |     |     |     |     |     |     |     |     |     |     |     |     |     |     |     |     |     |     |     |     |     |     |     |     |     |     |     |     |     |     |
|     |     |     |     |     |     |     |     |     |     |     |     |     |     |     |     |     |     |     |     |     |     |     |     |     |     |     |     |     |     |     |     |
|     |     |     |     |     |     |     |     |     |     |     |     |     |     |     |     |     |     |     |     |     |     |     |     |     |     |     |     |     |     |     |     |
|     |     |     |     |     |     |     |     |     |     |     |     |     |     |     |     |     |     |     |     |     |     |     |     |     |     |     |     |     |     |     |     |
|     |     |     |     |     |     |     |     |     |     |     |     |     |     |     |     |     |     |     |     |     |     |     |     |     |     |     |     |     |     |     |     |
|     |     |     |     |     |     |     |     |     |     |     |     |     |     |     |     |     |     |     |     |     |     |     |     |     |     |     |     |     |     |     |     |
|     |     |     |     |     |     |     |     |     |     |     |     |     |     |     |     |     |     |     |     |     |     |     |     |     |     |     |     |     |     |     |     |
|     |     |     |     |     |     |     |     |     |     |     |     |     |     |     |     |     |     |     |     |     |     |     |     |     |     |     |     |     |     |     |     |

## Vacunación

### Vacunación por entidades federativas
| Dosis aplicadas según entidad federativa | Dosis aplicadas según entidad federativa | Dosis aplicadas según entidad federativa |            |            |
| Entidad federativa                       | Población                                | Vacunados                                |            |            |
| ---------------------------------------- | ---------------------------------------- | ---------------------------------------- | ---------- | ---------- |
| Entidad federativa                       | Población                                | Estado de México                         | 16 992 418 | 13 409 000 |
| Ciudad de México                         | 9 209 944                                | 11 706 088                               |            |            |
| Veracruz                                 | 8 062 579                                | 5 848 645                                |            |            |
| Jalisco                                  | 8 348 151                                | 5 815 250                                |            |            |
| Puebla                                   | 6 583 278                                | 4 675 270                                |            |            |
| Guanajuato                               | 6 166 934                                | 4 416 973                                |            |            |
| Tamaulipas                               | 3 527 735                                | 3 697 767                                |            |            |
| Chihuahua                                | 3 741 869                                | 3 642 611                                |            |            |
| Michoacán                                | 4 825 401                                | 3 603 368                                |            |            |
| Nuevo León                               | 5 784 442                                | 3 573 989                                |            |            |
| Sinaloa                                  | 3 026 943                                | 3 272 155                                |            |            |
| Hidalgo                                  | 3 082 841                                | 2 834 862                                |            |            |
| Sonora                                   | 2 944 840                                | 2 685 212                                |            |            |
| Baja California                          | 3 769 020                                | 2 662 407                                |            |            |
| Oaxaca                                   | 4 132 148                                | 2 550 136                                |            |            |
| Chiapas                                  | 5 543 828                                | 2 408 907                                |            |            |
| Coahuila                                 | 3 146 771                                | 2 375 177                                |            |            |
| San Luis Potosí                          | 2 822 255                                | 2 361 923                                |            |            |
| Querétaro                                | 2 368 467                                | 2 343 603                                |            |            |
| Yucatán                                  | 2 320 898                                | 2 260 970                                |            |            |
| Guerrero                                 | 3 540 685                                | 2 257 674                                |            |            |
| Tabasco                                  | 2 402 598                                | 1 981 460                                |            |            |
| Quintana Roo                             | 1 857 985                                | 1 827 346                                |            |            |
| Morelos                                  | 1 971 520                                | 1 808 780                                |            |            |
| Zacatecas                                | 1 622 138                                | 1 432 749                                |            |            |
| Durango                                  | 1 832 650                                | 1 388 317                                |            |            |
| Aguascalientes                           | 1 425 607                                | 1 366 140                                |            |            |
| Tlaxcala                                 | 1 342 977                                | 1 248 872                                |            |            |
| Nayarit                                  | 1 235 456                                | 1 008 004                                |            |            |
| Campeche                                 | 928 363                                  | 954 607                                  |            |            |
| Baja California Sur                      | 798 447                                  | 795 650                                  |            |            |
| Colima                                   | 731 391                                  | 645 770                                  |            |            |
| México                                   | 126 090 579                              | 148 505 697                              |            |            |

## Análisis de la situación

### Epidemiología
De acuerdo con información de la Secretaría de Salud, a principios de 2020 la situación epidemiológica en México incluye brotes de dengue y sarampión, además de los casos confirmados por COVID-19. Al 24 de marzo, se estimaron 1455 casos de dengue, 67 infecciones de sarampión y 367 diagnósticos confirmados de COVID-19. Este escenario constituye «una fuerte crisis sanitaria, no vista en varios años». Sumado a lo anterior, existe un brote de gripe estacional, caracterizado por síntomas similares a los del COVID-19.
José Luis Alomía Zegarra, director de epidemiología del gobierno federal, señaló que las víctimas por COVID-19 en el país presentaron complicaciones por afecciones crónicas como obesidad, diabetes, hipertensión arterial, infección renal y enfermedad pulmonar obstructiva crónica (EPOC), las cuales «se han recrudecido en México, principalmente por el incremento en el consumo de productos ultraprocesados y la falta de políticas públicas para prevenir este consumo». Durante los primeros dos meses de la pandemia en México, un total de 535 empleados del sector salud resultaron contagiados por la enfermedad, lo que representó más del 10 % del total de los casos confirmados hasta ese momento.
A más de un año del primer caso en México, investigaciones recientes se han enfocado en la comorbilidad preexistente como factor de riesgo ante el padecimiento, diagnóstico y tratamiento de la COVID-19. De acuerdo con hallazgos en torno a las comorbilidades, en los casos de las tasas fatales más altas, la EPOC tuvo el mayor índice de riesgo con 14.382%; le sigue la Enfermedad Renal Crónica (ERC), con 10.266%; la diabetes con 10.126%; y la hipertensión, con 8.954% (Calixto-Calderón, et al., 2021).
Los resultados preliminares de la Encuesta Nacional de Salud y Nutrición COVID-19, realizada entre agosto y noviembre de 2020, señalaron que, por entonces, un 25 % de la población mexicana había desarrollado anticuerpos contra el virus SARS-CoV-2, lo que representa aproximadamente 32 millones de personas a nivel nacional.

### Sistema de salud

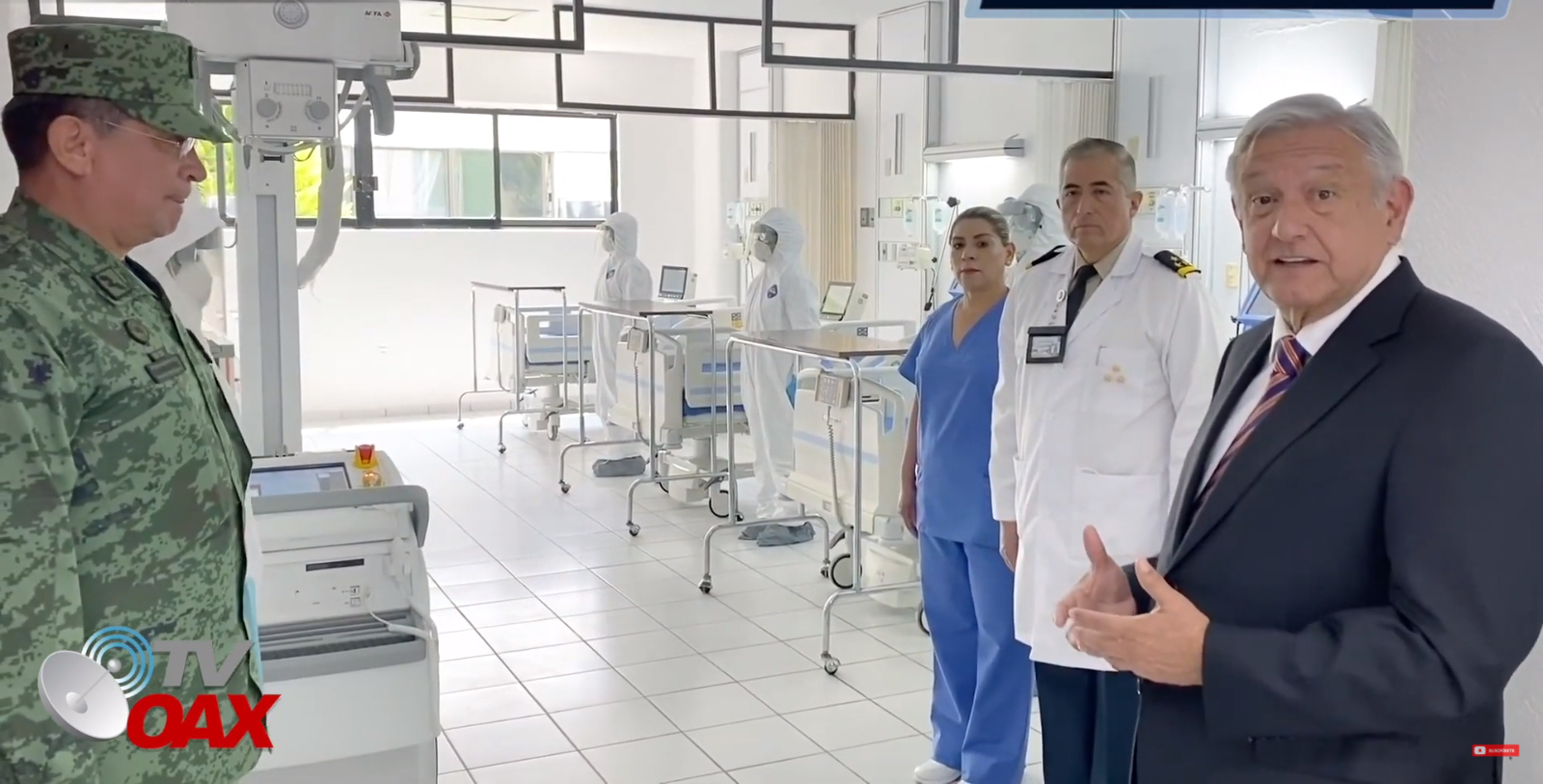
El presidente Andrés Manuel López Obrador con ayuda de la Sedena inaugurando un hospital militar para atender a enfermos por COVID.

México cuenta con el Sistema Nacional de Vigilancia Epidemiológica que permite identificar cualquier caso sospechoso de haber contraído alguna enfermedad, además de dar seguimiento a su confirmación tras la realización de las pruebas de laboratorio correspondientes. Su catálogo incluye 147 enfermedades y, a partir del 21 de enero de 2020, se agregó el monitoreo del COVID-19 en el país. La metodología empleada por este sistema es referida como «Centinela», y concretamente para el estudio del COVID-19 se emplea con el fin de «tener un reconocimiento de cómo se comporta la epidemia en México y cómo se tienen que tomar las decisiones de control y prevención de acuerdo con la realidad que se identifica».
En enero de 2020 el Gobierno de México distribuyó un lote de 9100 pruebas diagnósticas de COVID-19 a laboratorios estatales de salud pública del país, así como al Instituto de Diagnóstico y Referencia Epidemiológicos (InDRE), a hospitales de especialidad, al Instituto de Seguridad y Servicios Sociales de los Trabajadores del Estado (ISSSTE) y al Instituto Mexicano del Seguro Social (IMSS). Algunos estudios particulares se han enfocado también en la seroprevalencia de anticuerpos contra SARS-CoV-2 en el personal de los laboratorios estatales de salud pública, como el de Guanajuato (LaESaP). De igual manera, se habilitó la línea telefónica 800 044 800, cuya administración es responsabilidad de la Unidad de Inteligencia Epidemiológica y Sanitaria (UIES) y mediante la cual se proporciona información sobre la enfermedad infecciosa. Hasta el 18 de marzo, todavía habían 6800 pruebas disponibles del lote original, mismo día en que el gobierno anunció la adquisición de 35 000 pruebas adicionales. El 17 de marzo, el gobierno federal anunció una inversión de 3469 millones MXN para la adquisición de medicamentos, equipos de ventilación de soporte de vida e insumos de diagnóstico de la enfermedad, cuyo monitoreo recae en la Unidad de Inteligencia Financiera. El 31 de marzo la Fundación JackMa y Alibaba Group donaron 50 mil kits de diagnóstico de COVID-19 al Instituto de Salud para el Bienestar, mientras que, a principios de abril, el gobierno nacional adquirió alrededor de 10 toneladas de insumos médicos de Shanghái, ya que es «el único país a nivel mundial que posee la cantidad de insumos médicos para satisfacer las necesidades internas y con productos para poder exportar». Se espera que se realicen un total de once vuelos entre ambos países para continuar con el abasto de este tipo de productos.
La infraestructura sanitaria en México para afrontar la pandemia de COVID-19 está conformada por 33 119 unidades médicas, 82 892 consultorios y 121 435 camas, según un reporte realizado por el Centro Nacional de Programas Preventivos y Control de Enfermedades (Cenaprece). Asimismo se trabaja en coordinación con los gobiernos estatales para desarrollar planes destinados a la habilitación de «un mayor número de camas de hospitalización para pacientes crónicos en caso de agravarse el problema estimado». Existen hospitales que han sido habilitados como «centro de atención masivo» de enfermos por COVID-19, como es el caso del Hospital Juárez en la Ciudad de México.
Si bien durante la mayor parte de la fase 1 de epidemiología solamente el sector público —específicamente los laboratorios estatales de salud pública— podía llevar a cabo las pruebas de diagnóstico del COVID-19, a partir del 19 de marzo comenzaron a certificarse ciertos laboratorios privados. El costo de las pruebas confirmatorias de COVID-19 para las autoridades sanitarias en México es de 1492 MXN; el precio al público de las pruebas de diagnóstico es regulado directamente por la Procuraduría Federal del Consumidor (Profeco).

### Lineamientos y metodología
Para el seguimiento de casos sospechosos y confirmados, el procedimiento consta de las siguientes acciones:
1. En caso de que el sospechoso cumpla con la definición operacional dictaminada por la OMS, se elabora un estudio de caso. En caso contrario, se realiza seguimiento durante catorce días del sujeto. Si al término de ese período, el sospechoso presenta los síntomas del COVID-19, se le realiza el estudio de caso correspondiente.
2. Una vez elaborado el estudio de caso, se notifica a las autoridades correspondientes.
3. Período de aislamiento.
4. Toma de muestra y evaluación para identificar COVID-19.
5. Si la evaluación es positiva, se llevan a cabo las acciones de control establecidas por las autoridades sanitarias. En caso contrario, se elabora un diagnóstico diferencial.[86]

A mediados de abril del 2020, se dio a conocer el desarrollo de la Guía Bioética de Asignación de Recursos de Medicina Crítica que contiene los lineamientos de atención del sector salud durante la pandemia. Si bien el documento todavía no es publicado oficialmente, López-Gatell dejó entrever que, si se presentara una situación de «recursos escasos de medicina crítica», entonces «los trabajadores del sector salud tendrán prioridad para ser atendidos, a menos que sea innecesario el esfuerzo ante una muerte casi segura. Después segmenta los grupos vulnerables, divididos por edad padecimientos crónicos o sistema inmune comprometido».  De manera similar, la Secretaría de Salud rechazó la cremación como requerimiento para el manejo de los cadáveres de las víctimas del COVID-19 en México al señalar que «no hay evidencia hasta la fecha, de que exista riesgo de infección a partir de cadáveres de personas fallecidas por coronavirus». Otros criterios definidos por las autoridades sanitarias incluyen «explicar a la familia [del difunto] en términos sencillos la necesidad de no tocar ni besar el cuerpo bajo los conceptos de los mecanismos de transmisión de la enfermedad» y la necesidad de que se cuente con un «plan de disposición del cuerpo» y un servicio funerario contratado.
El 14 de abril de 2020, la Secretaría de Salud publicó el Lineamiento para la prevención y mitigación del COVID-19 en la atención del embarazo, parto, puerperio y de la persona recién nacida que «contempla recomendaciones para favorecer la alimentación exclusiva al seno materno durante los primeros seis meses y complementaria hasta los dos años de edad, así como las correspondientes para dar continuidad al tamizaje neonatal metabólico y auditivo».

### Acciones gubernamentales

#### Fase 1
El Consejo Nacional de Salud es el principal organismo responsable de las acciones con relación a la pandemia a nivel nacional, y se apoya de los comités estatales correspondientes que son presididos por los gobernadores de cada entidad, así como de los comités jurisdiccionales de cada municipio. Asimismo colabora conjuntamente con el Comité Nacional de Emergencias, la Dirección General de Protección Civil y el Comité Nacional de Vigilancia Epidemiológica (CONAVE). A partir de enero de 2020, diariamente se realizan conferencias para dar a conocer la situación epidemiológica vigente del país por COVID-19, a la cual acuden representantes y asesores de organismos como la Organización Panamericana de la Salud (OPS) y la OMS. Los resultados se registran en un «comunicado técnico diario».
Los comunicados técnicos diarios son las conferencias diarias en las que la Secretaría de Salud informa a la población mexicana la situación diaria sobre los casos de COVID-19 en México, así como los avances científicos y tecnológicos internacionales para mitigar la propagación del virus SARS-CoV-2. Es coordinado por el Subsecretario de Prevención y Promoción de la Salud, Hugo López-Gatell Ramírez y el director general de Epidemiología, José Luis Alomía Zegarra; sin embargo, a través del trascurso de la pandemia, diversos funcionarios sanitarios han presidido éstas conferencias, entre ellos el director de Promoción de la Salud, Ricardo Cortés Alcalá; el director general del Centro Nacional de Programas Preventivos y Control de Enfermedades, Ruy López Ridaura; el director de Información Epidemiológica de la Dirección General de Epidemiología, Christian Arturo Zaragoza Jiménez; y otros funcionarios nacionales e internacionales.

Debido a que los primeros 15 casos confirmados se originaron por el contacto con extranjeros, López-Gatell consideró que «no es necesaria la cancelación de eventos masivos, la suspensión de clases, la restricción de vuelos procedentes del extranjero o cierre de fronteras y puertos marítimos», y en cambio exhortó a la población a mantenerse «informada a través de fuentes oficiales y evitar la propagación de rumores». Las acciones que se llevan a cabo para controlar el ingreso de internacionales o connacionales al país comprenden la permanencia en su domicilio y la comunicación telefónica con Uies para solicitar medidas de prevención e información sobre dónde acudir en caso de requerir atención médica.
El 14 de marzo, la Secretaría de Educación Pública (SEP) extendió el período vacacional de Semana Santa del 20 de marzo al 20 de abril en todas las instituciones educativas a nivel nacional. Asimismo, se dio a conocer el establecimiento de medidas de prevención en el interior de las escuelas, que consistían básicamente en que los docentes debían reportar cualquier síntoma de tos seca, dolor de cabeza o fiebre a las autoridades escolares. Unos días después se ampliaron las vacaciones académicas hasta el 30 de abril.

#### Fase 2
Tras una reunión llevada a cabo el 18 de marzo, se acordó la implementación de una serie de medidas de prevención y control del COVID-19 bajo la denominación de «Jornada Nacional de Sana Distancia». Otras acciones anunciadas incluyen el ajuste del presupuesto gubernamental y la ampliación de programas de gasto social, como acelerar los subsidios a la población de la tercera edad, y otorgarles un apoyo equivalente a cuatro meses de su pensión universal en los próximos meses. El 22 de marzo, el gobierno de la Ciudad de México ordenó el cierre temporal de «iglesias, teatros, museos, cines, baños de vapor, gimnasios, deportivos, zoológicos y centros nocturnos como bares, discotecas y antros». Hasta el 23 de marzo, de acuerdo con información proporcionada por la SRE, se consiguió la repatriación de 1756 mexicanos que se encontraban «varados» en distintos países de Europa, Asia y África, así como de Hispanoamérica como es el caso de varios connacionales que se hallaban en Perú. Julián Ventura, el subsecretario de la dependencia, afirmó que «se observa una dinámica de reducción paulatina de frecuencias de los vuelos. México tiene una gran conectividad de hasta dos vuelos diarios con las grandes capitales europeas. La tendencia ahora es a la baja por la baja demanda».

#### Fase 3
A partir del 26 de marzo se suspendieron las actividades «no esenciales» del gobierno federal, con excepción de aquellas relacionadas con la seguridad, salud, energía y servicios de limpieza. Esta medida se hizo acompañar de una petición a las empresas y organizaciones del país a suspender el trabajo que implique la movilización de sus empleados desde sus hogares al centro de trabajo correspondiente. A su vez, una semana antes ocurrió lo mismo con la Cámara de Diputados, el Senado y la Suprema Corte de Justicia de la Nación. Se contempla que estos últimos reanuden sus sesiones al menos hasta mediados de abril.
Algunas de las medidas implementadas por el IMSS, como parte de su Plan Estratégico para la Atención de la Contingencia COVID-19, son la incapacidad laboral de «personas con sintomatología leve» con la intención de reducir «el esparcimiento del virus en oficinas públicas o privadas» —a través de la aplicación en línea del organismo—; el otorgamiento de «paquetes clínicos de prevención» con insumos como cubrebocas, alcohol en gel, un termómetro y un antiséptico bacteriano; el establecimiento de un Comando Central del Seguro Social; además de cursos de capacitación sobre la enfermedad. En opinión de Cristian Morales, representante de la OPS y de la OMS en México, el gobierno tomó una «decisión oportuna, a diferencia de lo que hicieron las entidades europeas» al decretar la fase 2 antes de cumplirse el primer mes de la llegada del COVID al territorio, aunque sugirió la implementación de un toque de queda. Asimismo, explicó que la tendencia en el país es de «una epidemia más larga que en otros países, pero más espaciada en términos de la cantidad de casos en el tiempo».
El 30 de marzo el Consejo de Salubridad General (CSG) decretó una «emergencia sanitaria por causa de fuerza mayor» como consecuencia de la evolución de casos confirmados y muertes por la enfermedad en el país, lo cual dio lugar al establecimiento de medidas adicionales para su prevención y control como la suspensión inmediata de «actividades no esenciales» en todos los sectores económicos a nivel nacional durante un mes, es decir hasta el 30 de abril. El incumplimiento de estas medidas habría de contemplar la imposición de multas y sanciones penales «si se demuestra que provocaron algún contagio», así como a aquellas empresas que «despidan, rebajen o cesen el pago de salario a sus trabajadores» ante la contingencia, de acuerdo con Luisa María Alcalde Luján, titular de la Secretaría del Trabajo y Previsión Social (STPS). Entre las actividades suspendidas se incluye la realización del Censo de Población y Vivienda 2020 por parte del Instituto Nacional de Estadística y Geografía (INEGI), el cual se llevaba a cabo desde principios de marzo de 2020. Cabe agregar que en este período la Unicef implementó un «plan de apoyo a niñas, niños y adolescentes y familias en México» destinado a «mantener la continuidad educativa y proteger la integridad física y emocional de los más jóvenes». Entre las acciones de las que consta esta estrategia se encuentra la distribución de material informativo sobre el COVID-19, programas radiofónicos traducidos a lenguas indígenas y productos de higiene personal.
El 8 de abril, la Secretaría de Marina (Semar) dio a conocer la habilitación del Centro Médico Naval, en la Ciudad de México, para el ingreso de pacientes graves de COVID-19, adicionalmente a los hospitales de primer nivel, centros de aislamiento, atención médica móvil y fabricación de vestuario y equipo por parte de la Armada de México. Una semana después, el Instituto del Fondo Nacional de la Vivienda para los Trabajadores (Infonavit) anunció la prórroga de pagos a sus derechohabientes que habría de extenderse hasta junio del mismo año. De forma similar, la Secretaría de Salud dio a conocer un convenio con instituciones médicas privadas para la atención de derechohabientes del IMSS, ISSSTE, Pemex, SEDENA y SEMAR, cuya vigencia habría de extenderse hasta finales de mayo del mismo año.
El 16 de abril se extendió la cobertura de la Jornada Nacional de Sana Distancia —incluido el período vacacional estudiantil— hasta el 30 de mayo, salvo en el caso de aquellos municipios en donde no se han registrado contagios masivos, en donde el programa tendría vigencia hasta el 17 de mayo. La intención de esta estrategia es «segmentar la movilidad en el país [y] evitar que las personas que viven en zonas de baja o nula transmisión del COVID-19 viajen a zonas de alta transmisión y viceversa».

### Acciones sociales
Conforme aumentan los casos confirmados en el país, se ha observado un aumento de las compras de pánico en establecimientos comerciales de distintas entidades federativas, específicamente de productos de limpieza y de higiene personal. Esto ha propiciado el desabasto de cubrebocas, gel antibacterial, toallas desinfectantes y papel higiénico, entre otros artículos, tanto por consumidores nacionales como de Estados Unidos, en donde también se registra una situación similar por los efectos de la pandemia en ese país. En opinión del psicólogo clínico Steven Taylor, profesor de la Universidad de Columbia Británica y autor del libro The Psychology of Pandemics: «La difusión de noticias sobre compras de pánico, al tener un alcance exponencial en la era de las redes sociales, provoca que la gente asuma que hay motivos para temer, y tiene la necesidad de comprar en exceso, para sobrevivir ante lo que venga». Otra situación que se ha presentado es el saqueo de establecimientos comerciales en distintos municipios de entidades como la Ciudad de México, Estado de México, Oaxaca, Quintana Roo, Hidalgo, Yucatán y Guanajuato, varios de los cuales son organizados por medio de las redes sociales, de acuerdo con la Policía Cibernética.
A partir del 15 de marzo, durante el desarrollo del torneo clausura 2020, quedaron suspendidas las actividades futbolísticas de la Liga MX, mismo día en que se sugirió a la población evitar la realización de viajes internacionales no esenciales. Esto conllevó a que algunas aerolíneas como Aeromexico e Interjet anunciaran una serie de medidas destinadas a los pasajeros para mitigar el impacto económico. A finales del mismo mes, las cadenas Cinépolis y Cinemex cerraron temporalmente sus complejos en el país.

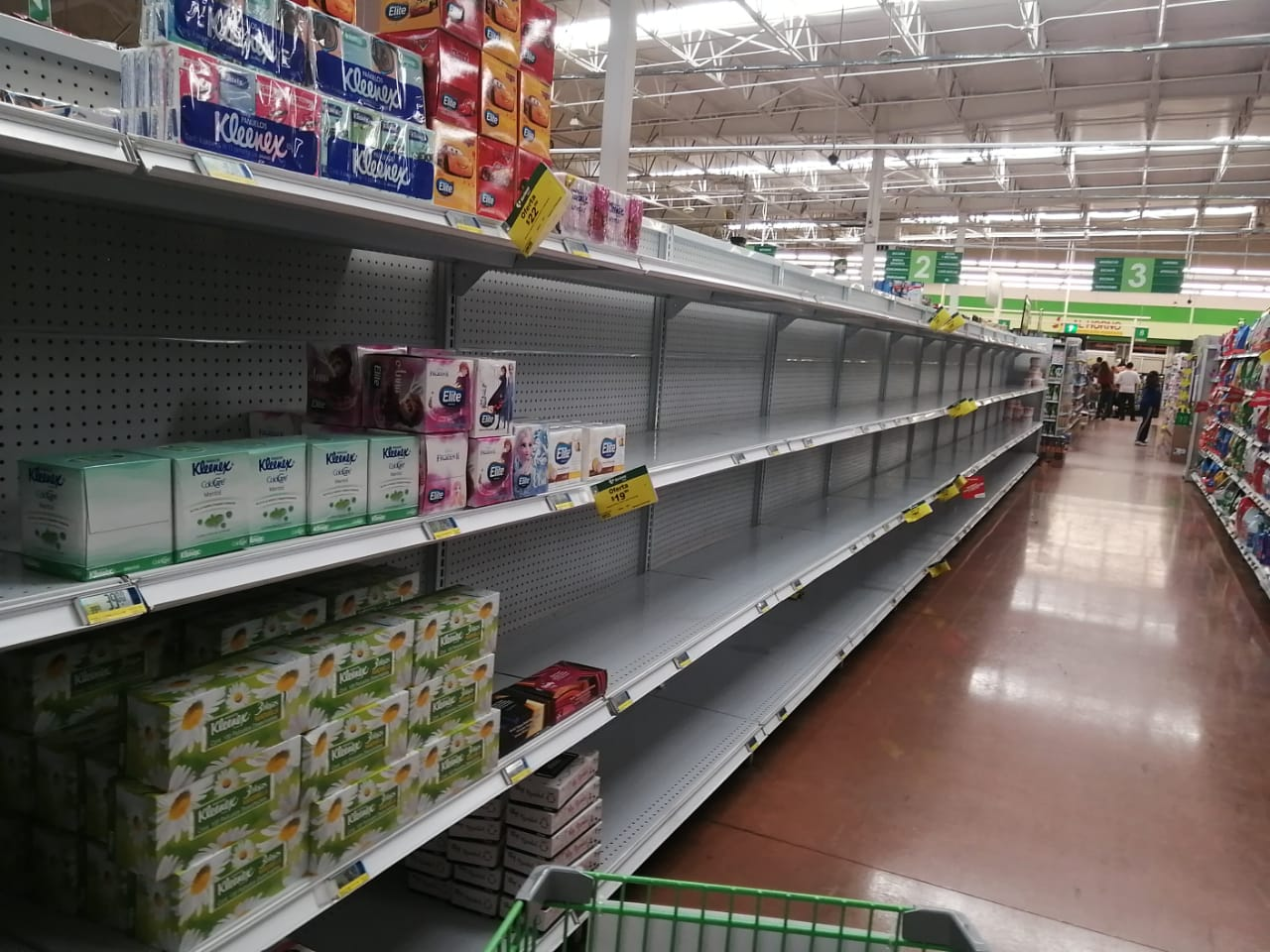
Compras de pánico de papel de baño en un supermercado Soriana en Ensenada, Baja California.

Televisa tenía planeada realizar la ceremonia de entregas de reconocimientos de telenovelas Premios TVyNovelas 2020 para finales de marzo, sin embargo, la ceremonia se suspendió temporalmente para una nueva fecha hasta el 31 de octubre.
Durante este período también se suspendieron varias actividades culturales y turísticas, como es el caso del Tianguis Turístico —cuya realización se postergó a finales de septiembre—. No obstante, a principios de marzo, la Secretaría de Relaciones Exteriores (SRE) determinó que no habrán de existir restricciones para los visitantes o ingreso de connacionales al país. Pese a lo anterior, el 20 de marzo se anunció un acuerdo conjunto entre los gobiernos de México y EE.UU para «suspender el tráfico no esencial» entre ambos países. En cuanto al Sistema de Transporte Colectivo de la Ciudad de México, empleados gubernamentales distribuyen gel antibacterial para los usuarios en puntos estratégicos de la ciudad, específicamente en accesos y transbordos. Igualmente se instalaron sanitarios exclusivos para el personal que convive con el público en general. De forma similar, desde finales de marzo se han cancelado más de 2500 vuelos nacionales e internacionales.
A partir del 24 de marzo, la Universidad Nacional Autónoma de México (UNAM) anunció la realización de pruebas de diagnóstico de COVID-19 a su comunidad de estudiantes y empleados en las instalaciones de la Ciudad Universitaria, además de atención psicológica, psiquiátrica y psicosocial a través de una plataforma de telemedicina. A lo anterior se suma la creación del proyecto «Recursos Educativos para Innovar la Docencia ante el COVID-19» por parte de la Red de Innovación Educativa (RIE360), a la cual pertenecen varias instituciones académicas del país, para «poner al alcance de la sociedad una serie de recursos, herramientas y recomendaciones de acceso abierto para desarrollar con éxito programas educativos en la emergencia sanitaria nacional creada por el coronavirus». De acuerdo con una encuesta realizada a 1000 mexicanos mayores de edad, entre el 20 y 22 de marzo, «63 % tiene miedo a contagiarse de coronavirus o de que algún integrante de su familia pueda ser víctima del COVID-19», y «(u)n 25,5 % mostró su temor a morir víctima del virus», aunque «el 28 % no está dispuesto a quedarse en casa».
El 31 de marzo, ante el advenimiento del período vacacional de Semana Santa, se ordenó el cierre temporal de las playas a nivel nacional. La supervisión del cumplimiento de esta medida recayó en los gobiernos estatales correspondientes.
El 26 de noviembre, se publicó el puntaje de riesgo PH-Covid19, creado por médicos y científicos mexicanos para predecir el riesgo de fallecer en caso de tener una prueba diagnóstica positiva para SARS-CoV-2. Este puntaje de riesgo se calcula con variables fácilmente disponibles (edad, sexo y comorbilidades) y fue creado para apoyar a los médicos trabajando en áreas de bajos recursos de México.

## Impacto

### Impacto económico
Ante los efectos del COVID-19 en el país, la agencia calificadora Moody's redujo su pronóstico del crecimiento anual de 1 a 0,9 %, mientras que la contracción económica habría de ser de 1,5 %. De acuerdo con un informe publicado por esta entidad: «México corre el riesgo de ser uno de los países que sentirá un efecto amplificado, no solo por el poco margen de sus políticas fiscal y monetaria, sino también por su debilidad macroeconómica». Uno de los factores propiciantes de esta situación es la disminución del precio del petróleo, que por ejemplo el 17 de marzo alcanzó un récord de disminución histórica, pese al incremento de su producción. Esto ha derivado en la caída del peso mexicano frente al dólar estadounidense en los mercados internacionales, con una tasa de depreciación del 1,66 %, a finales de marzo. A finales de marzo, de forma similar a Moody's, la agencia Standard & Poor's disminuyó su calificación soberana del país por los efectos económicos de la pandemia. De acuerdo con el Banco de México, hasta el 31 de marzo se han retirado 150 mil millones MXN de inversión extranjera en el país por los efectos de la pandemia, primordialmente en forma de Certificados de la Tesorería.
Las compañías automotrices Honda, Audi y Ford anunciaron el cese temporal de sus operaciones de manufactura en las plantas ubicadas en México a partir de finales de marzo de 2020. En el sector deportivo se estiman pérdidas superiores a los 500 000 MXN por fin de semana debido al cese del torneo de clausura 2020, mientras que especialistas de la industria aeronáutica en el país consideraron que la situación podría llevar a la pérdida de más de 96 000 empleos en ese rubro, lo que se traduce en 5291 millones USD. A su vez, hasta finales de marzo habían cerrado más de un centenar de hoteles como consecuencia de la baja afluencia de visitantes por la contingencia sanitaria. La industria turística de Cancún también resultó notablemente afectada y, a principios de abril de 2020, se había registrado la rescisión de más de 60 mil empleados del giro. Entre marzo y abril se reportó un incremento de entre 30 % y 40 % en las solicitudes de seguro de desempleo en la Ciudad de México, equivalente a 45 000 peticiones. Se trata de «la única región del país que cuenta con un seguro de desempleo» con el objetivo de «proporcionar los medios para que los beneficiarios encuentren un trabajo formal, lo que incluye el apoyo económico, la capacitación y la vinculación con empresas».
El 18 de marzo el Consejo Coordinador Empresarial dio a conocer la evaluación de una propuesta para otorgar prórrogas fiscales a las pequeñas y medianas empresas «debido a que serán los mayores afectados ante los problemas económicos que se vivirán en el país». Según estimaciones de 2019, existen 1,8 millones de empresas con una antigüedad de menos de 5 años de subsistencia que habrían de constituir el sector económico más vulnerable ante la pandemia en el país. A mediados de abril, la Universidad Iberoamericana estableció el programa «Empresa Resiliente» cuyo «contenido [está encaminado a] orientar a empresarios y profesionales en la toma de decisiones en este momento de crisis [... y] apoyar a las compañías y prepararlas para enfrentarse a los retos económicos y sociales que se presentarán una vez que termine la cuarentena». Asimismo, el Banco de México y la Secretaría de Hacienda llevaron a cabo una ampliación de los programas de subastas cambiarias para «recuperar el orden del mercado, inyectar liquidez y mitigar la volatilidad». El 19 de marzo el presidente Andrés Manuel López Obrador descartó el cierre de aeropuertos y restaurantes para «evitar un cierre completo de la economía que perjudique a los pobres», y, casi una semana después, rechazó la reducción de impuestos y la concesión de estímulos fiscales a los empresarios. De acuerdo con el Consejo Nacional Agropecuario, una de las prioridades durante la fase 3 de la pandemia en el país habrá de ser el abasto de alimentos a la población, por lo que ha desarrollado medidas para garantizar la cadena de suministro en coordinación con las autoridades gubernamentales. El 9 de abril, la Secretaría de Agricultura y Desarrollo Rural (SADER) dio a conocer el empleo de tecnología para la importación de productos agroalimentarios con tal de garantizar el abastecimiento durante la pandemia.

### Impacto educativo
La educación dentro de un país, es algo de suma importancia, ya que con ello se logran avances en diferentes ámbitos. Se debe de tomar en cuenta que, la educación o bien los procesos de enseñanza y aprendizaje no solo se remiten a un ámbito institucional (escuela), sino que se aprende de diferentes formas y en diferentes, lo que se conoce como educación formal y educación no formal.
A raíz de la pandemia por el virus de SARS-COV2 o más conocida como COVID-19, este sector fue uno de los más afectados, debido a que la escuela era uno de los centros donde las niñas, niños y adolescentes, se desenvuelven para un óptimo desarrollo, de esta forma, el abandono escolar tuvo un significativo aumento.
Esta crisis puso de manifiesto las múltiples deficiencias y desigualdad de los sistemas educativos: desde el internet y las computadoras requeridas para la educación en línea, a los entornos solidarios necesarios para centrarse en el aprendizaje, hasta la escasa coincidencia entre recursos y necesidades, ocasionó interrupciones en las trayectorias de aprendizaje y el avance en los estudios en la educación formal.
El INEGI realizó una encuesta a personas de 3 a 29 años de edad para medir el impacto que tuvo la pandemia dentro del sector educativo y obtuvo que:
- 38.4 mil personas no terminaron el ciclo escolar 2019-2020, de los cuales el 58.9% señaló que fue por un motivo asociado al COVID-19.
- En relación con los motivos se obtuvo que el 28.8% no pudo contactarse con ningún maestro o no pudo hacer tareas, 22.4% reportó reducción de ingresos y pérdida de trabajo en su hogar, 20.2% indicó el cierre definitivo de su escuela y 17.7% no contaba con un dispositivo o conexión a internet.
- 2.3 millones de personas no se inscribieron al ciclo escolar 2020-2021 por motivos asociados al COVID-19.
- Respecto a los motivos asociados al COVID-19 para no inscribirse al ciclo escolar 2020-2021: 26.6% opina que la modalidad a distancia no es funcional, 25.3% que sus padres se quedaron sin trabajo y 21.9% no cuenta con un dispositivo o conexión a internet.

Estos son algunos de los factores que influyeron tanto en el abandono escolar y el rezago educativo, que lleva a un punto muy importante, la pérdida de los aprendizajes. 
Las clases de todos los niveles educativos tuvieron que adaptarse a las nuevas condiciones, para el nivel básico (primaria y secundaria) y medio superior (bachillerato), se implementó el programa Aprende en Casa,que fue creado por Esteban Moctezuma Barragán y tiene como propósito proporcionar material visual para la continuación de los contenidos y temas abordados durante el ciclo escolar, la programación está dividida por grados y materias. Para las instituciones de educación superior, se usaron plataformas como Google Classroom, Zoom, Google Meet, Facebook, WhatsApp, entre algunas otras de carácter institucional, mediante las cuales profesores y estudiantes mantienen comunicación para la entrega de trabajos y tareas, así como para la realización de videollamadas como apoyo a la educación a distancia.

### Impacto en la salud mental
Los resultados de una encuesta sobre los efectos de la COVID-19 en niñas, niños y adolescentes en México, arrojó afectaciones a la salud mental, que a lo largo de la pandemia uno de cada tres mexicanos presentó síntomas de ansiedad, pesadillas frecuentes, aumento de peso, perdida de apetito, dolor de cabeza, tristeza y falta de ánimo, además de todo eso, la deserción escolar. Este ejercicio permitió conocer el impacto de la pandemia en un sector fundamental de la población que son las niñas, niños y adolescentes. Es fundamental contar con un Sistema Nacional de Cuidados, se requieren estancias infantiles y escuelas de tiempo completo, especialmente porque una de cada tres mujeres está al frente de un hogar y necesita de este sistema. Los datos los empezamos a recolectar en mayo de 2020 y el más reciente en octubre de 2021, los cuales son de representatividad nacional y tienen un valor importantísimo porque permiten monitorear la evolución de las afectaciones. Graciela Teruel, directora del Instituto de Investigaciones para el Desarrollo con Equidad, precisó que esta fue realizada de manera telefónica y contiene resultados de año y medio. Informó que el 8% de los hogares con integrantes de 4 a 17 años reportó que algún menor no se inscribió a la escuela; el 50% de quienes abandonaron la escuela tiene entre 24 y 17 años, de ellos 53% son hombres; el 44% abandonó la primaria, 19% la secundaria y el 26% el nivel de preparatoria.

#### Suicidio
Por otro lado, la pandemia de COVID-19 ha incrementado los casos de suicidios en el país. Si bien la tendencia suicida ya iba en aumento desde la época precovid, la pandemia hizo que los casos aumentaran cada vez más, principalmente entre los primeros nuevos meses desde que empezó dicha pandemia. En la capital, este incrementó se dio principalmente en hombres menores de 45 años. La principal causa de ello, es el incremento de desempleo en hombres, provocando que los hombres sientan presión de no poder llevar a cabo el rol de proveedor que se les ha asignado como roles de género De ahí a la importancia de llevar a cabo programas que fomenten el empleo,  programas de prevención al suicidio, así como la eliminación de los estereotipos de género, con el objetivo de evitar o disminuir casos de suicidio

## Controversias
El 14 de marzo de 2020, el senador Samuel García acusó al gobierno de México de ocultar la verdadera cantidad de casos confirmados de enfermedad por COVID-19, al argumentar que el ISSSTE insta a sus médicos a registrar todo caso sospechoso como influenza. Cuatro días después se suscitó una controversia diplomática cuando el presidente de El Salvador, Nayib Bukele, ordenó el cierre de la pista de aterrizaje de su aeropuerto internacional debido a un vuelo desde México a ese país del cual se tenía la sospecha que llevaba a 12 pasajeros infectados por COVID-19. Sin embargo, la cancillería mexicana informó que ninguno de los tripulantes había dado positivo en las pruebas realizadas antes del vuelo. Lo anterior derivó en una discusión sobre la carencia de medidas de seguridad en el Aeropuerto Internacional de la Ciudad de México. A finales de marzo de 2020 se reportó una manifestación en la frontera sur con EE. UU., que bloqueó los carriles de acceso tanto en Nogales, Arizona, como en el municipio homónimo de Sonora para solicitar «revisiones más estrictas para detectar el COVID-19 en el flujo» desde territorio estadounidense.

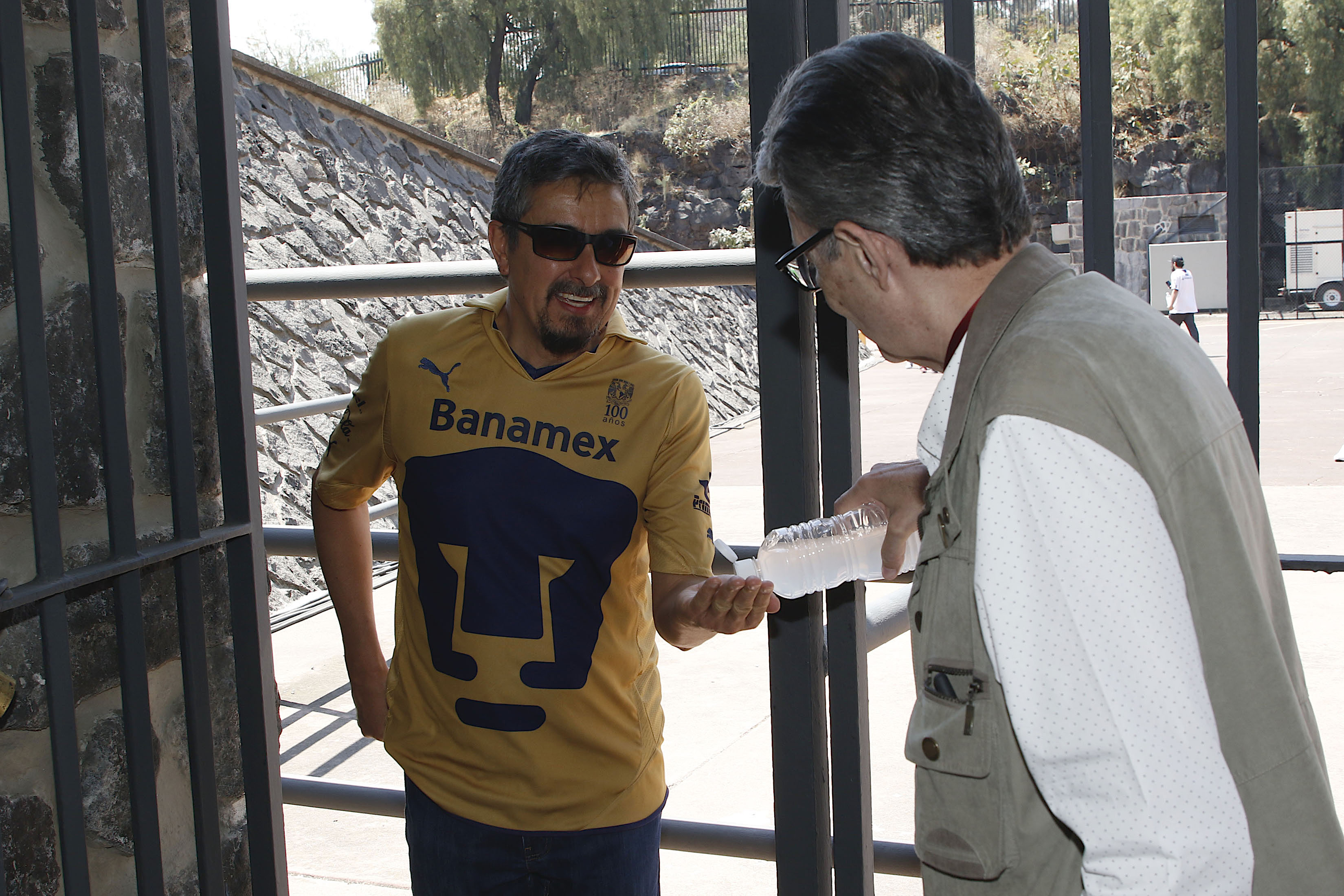
El 14 de marzo de 2020 se realizó el partido de fútbol femenil entre Pumas UNAM y Cruz Azul; en la entrada del estadio las autoridades repartieron gel antibacterial.

Pese a las recomendaciones de las autoridades sanitarias de prevenir la congregación masiva así como el rechazo de algunos artistas, entre el 14 y 15 de marzo de 2020 se llevó a cabo el festival musical Vive Latino en la Ciudad de México, al cual asistieron más de 40 mil personas. Como medida de prevención, los organizadores tomaron la temperatura corporal de los asistentes, y se identificó a 27 personas que tenían fiebre.
De acuerdo con una encuesta realizada por Mitofsky a un millar de mexicanos entre el 20 y 22 de marzo de 2020, «el 38.6 % considera que no se están tomando las medidas correctas contra un 37% que cree que sí» para afrontar la pandemia por COVID-19, mientras que «más del 54% de los encuestados considera que hay más infectados de los que estiman las autoridades». Un 51% «opinó que ya es tiempo de prohibir a la gente que salga de sus casas durante un largo periodo». Algunos usuarios denunciaron a través de redes sociales «lo difícil que es hacerse la prueba del COVID-19 en México». Según estos testimonios, «pasar el filtro del Instituto Nacional de Enfermedades Respiratorias (INER) y lograr que te realicen el test es muy complicado», y de acuerdo con ellos «en las clínicas de atención primaria no disponen de este examen, así que te recetan un tratamiento y te envían a casa bajo la calificación de potencialmente sospechoso de COVID».

### Falta de equipamiento
Desde inicio de la contingencia en México, el personal médico de varios hospitales en todo el país protestó por la falta de insumos básicos de protección a consecuencia de la falta de inversión hacia el IMSS por los gobiernos de sexenios anteriores, se sabe de protestas en Chiapas, Guerrero, Veracruz, Coahuila, Oaxaca, Sinaloa, Quintana Roo, Campeche, Tabasco, Hidalgo, Michoacán, Zacatecas, entre otras entidades. En la Ciudad de México hubo protestas importantes en los hospitales de Tacuba, 1.º de Octubre y Balbuena La Raza, Chalco, Hospital Regional 1, entre otros. 

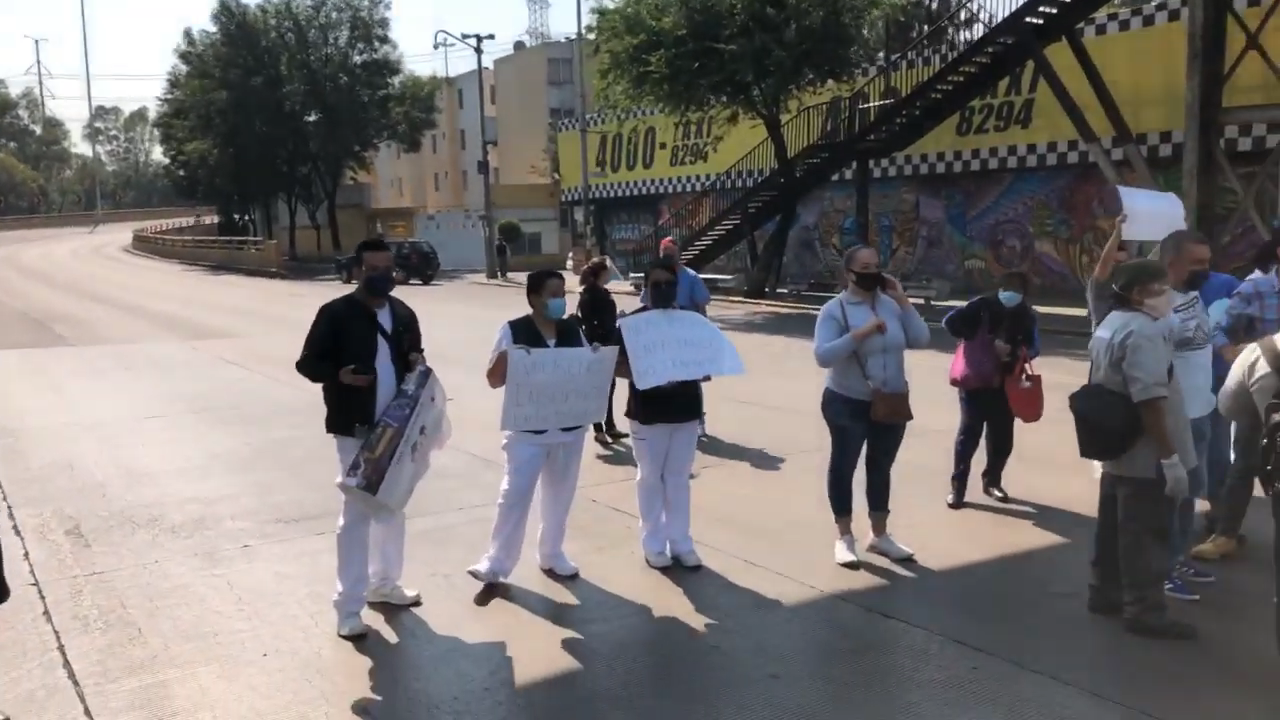
Protesta por falta de insumos médicos en el Centro Médico Nacional La Raza del IMSS.

En Baja California Norte, la carencia de equipamiento se dio a conocer a través del comediante Eugenio Derbez, quien afirmó que amistades suyas que trabajaban en hospitales de esa entidad le pidieron que hiciera público el problema. El resultado fue una serie de intercambio de acusaciones entre Derbez y diversos organismos estatales y federales que afirmaban que las declaraciones de Derbez eran falsas. El presidente Andrés Manuel López Obrador acusó veladamente a Derbez de formar parte de una lista de artistas pagados para desprestigiar a su gobierno. Ante la falta de equipo de seguridad, la UNAM y el IPN retiraron a sus pasantes de medicina y enfermería de las clínicas. Este ejemplo fue seguido días después por la Universidad Autónoma Metropolitana (UAM), la Benemérita Universidad Autónoma de Puebla (BUAP), la Universidad Autónoma de Sinaloa (UAS), la Universidad Anáhuac y las universidades públicas estatales de Baja California y Yucatán. Dichas instituciones indicaron que solo permanecerían aquellos pasantes que, de manera voluntaria, decidieran hacerlo. No obstante, en varios lugares, pasantes y practicantes denunciaron presión por parte de diversas instituciones para no abandonar la residencia o presiones para volver, señalando que se les llegó a amenazar con negarles la carta de término, requisito indispensable para obtener su grado.
A principios de abril de 2020 algunos medios reportaron la supuesta venta de insumos médicos a países como China y Estados Unidos durante el desarrollo de la pandemia de COVID-19, y la posterior adquisición a un mayor costo de estos mismos productos. El subsecretario López-Gatell advirtió que dichas ventas fueron realizadas por la industria privada asentada en el país, y no se trató de una decisión gubernamental, y que, si bien, se recompró ese material a un precio superior al que se vendió, desmintió que haya sido 20 veces el costo, como se rumoró, mientras que el canciller Marcelo Ebrard rechazó «que México le haya comprado a China cubre bocas que en febrero le vendió». De igual manera, personal médico del ISSSTE expresó su inconformidad por las condiciones sanitarias de las instalaciones en las que son tratados los pacientes de la enfermedad, además de denunciar falta de insumos y «agresiones, amenazas y ofensas por parte de altos mandos». Esto se suma a una serie de solicitudes similares planteadas por personal médico de distintos sectores del país.
A mediados del mes de abril, los gobernadores de Acción Nacional devolvieron a la federación material que, señalaron, era de pésima calidad y comprometía la seguridad de los trabajadores de salud, refiriéndose a la condición de esos materiales como «lamentable, preocupante e inaceptable». Al respecto, el Subsecretario de Salud Hugo López Gatell indicó que dicho material estaba destinado para personal de limpieza o con bajo riesgo de exposición al virus.

### Compra de estadios de béisbol
A mediados del mes de abril, el gobierno federal concretó la compra del estadio de béisbol «Héctor Espino», antigua sede de los Naranjeros de Hermosillo, por un monto de 511 millones 690 mil pesos. Esto como parte de una operación de 1,057 millones de pesos para la compra del Héctor Espino (70,000 metros cuadrados) y el Tomás Oroz Gaytán (93,442 metros cuadrados) de Ciudad Obregón programada desde mediados del 2019, esto como parte de una política para el fomento de la práctica del béisbol, movimiento que levantó críticas en momentos donde las protestas por falta de equipamiento se extendían por varios hospitales del país.

### Compra de ventiladores
El 1 de mayo de 2020, Mexicanos Contra la Corrupción y la Impunidad denunció que la delegación del IMSS Hidalgo había comprado 20 ventiladores a sobreprecio por adjudicación directa a la empresa Cyber Robotic Solutions, propiedad de León Manuel Bartlett Álvarez, hijo del político mexicano Manuel Bartlett Díaz. De acuerdo con su publicación, el Instituto Mexicano del Seguro Social otorgó el 17 de abril de 2020 el contrato a esa empresa para adquirir 20 ventiladores por 31 millón de pesos. Se estimó que la compra por cada unidad fue de 1.5 millones de pesos, un sobre precio del 40% a comparación con adquisiciones previas.

### Bajo número de pruebas
Desde inicios de la contingencia, el bajo número de pruebas de detección de COVID-19 realizadas en México ha sido motivo de preocupación, a finales de abril el número de pruebas era de apenas 0.4 pruebas por cada 1000 habitantes, lo que coloca a México como el país con la menor proporción de pruebas de los integrantes de la OCDE, siendo que, en promedio, los países integrantes de dicha organización realizan 23 pruebas por cada 1,000 habitantes. Uno de los cuestionamientos más frecuentes es el rígido criterio para permitir el acceso a las mismas, lo que algunos profesionales de la salud consideran descarta casos potenciales a los que no se les aplica la prueba. Otra crítica recurrente ha sido las restricciones a instituciones y laboratorios para poder realizar las pruebas, lo que ha llevado a acusaciones de que el gobierno federal pretende deliberadamente restringe el número de instituciones que las realizan a través de un monopolio o bloqueo. Otra controversia ha sido la restricción al permitir únicamente las pruebas por PCR, dejando de lado otras alternativas, el principal argumento para esto es la preocupación de los "falsos negativos", no obstante, la crítica se ha centrado en que eso ha limitado la detección de casos al ser dependientes de un único tipo de insumos en momentos de escasez, lo que ha repercutido en un bajo número de pruebas disponibles y mucha lentitud para procesarlas. En un enfrentamiento muy mediático, el Gobernador de Jalisco, Enrique Alfaro, acusó al gobierno federal de bloquear el acceso a pruebas rápidas de detección, la respuesta del subsecretario de salud fue cuestionar la confiabilidad de dichas pruebas rápidas.

### Falta de apoyos a empresas
El presidente Andrés Manuel López Obrador se manifestó claramente contrario a cualquier programa orientado a proteger empresas, ante la propuesta del Consejo Coordinador Empresarial de un programa de rescate que costaría el 0.5% del PIB, el presidente mostró abierto rechazo e indicó que si una empresa quebraba, era responsabilidad de los empresarios y accionistas asumir el costo de la misma. Un posible acuerdo entre el Banco Interamericano del Desarrollo y la Iniciativa Privada no contó con el aval de la Secretaría de Hacienda por instrucción expresa del presidente, quien argumentó como principal motivo «además, no me está gustando el modito de que se pongan de acuerdo y quieran imponernos sus planes. ¿Cómo que se aprueba un acuerdo y que Hacienda lo avale? ¿Qué estamos aquí de floreros? ¿Qué el presidente se entera de que hay un acuerdo y nada más van a pedirle a Hacienda que lo avale?» Así mismo, el Consejo Coordinador Empresarial (CCE) solicitó diferir la presentación de la declaración anual, permitir el pago de impuestos en parcialidades y dar facilidades para el pago de luz, entre otros. Además urgió la emisión de un decreto a través del cual se otorguen diversas medidas de apoyo a las empresas, el presidente rechazó cualquier medida aduciendo que eso eran políticas neoliberales y equivalentes al FOBAPROA de los años 90 y que su prioridad en cambio, era continuar con sus programas asistenciales. Grupos empresariales y analistas cuestionaron la negativa del presidente señalando que la falta de apoyo agravaría la quiebra de empresas y pérdida de empleos así como dificultar la recuperación económica.

### Últimos datos
La Secretaría de Salud informa que 10 mil 714 nuevos contagios y 145 muertes por coronavirus se registraron durante la última semana, incluyendo el 2 de mayo de 2023.
Por tanto, el acumulado de casos sumó 7 millones 587 mil 643 y el número total de personas que perdió la vida por esta enfermedad aumentó 333 mil 913.
La dependencia informó que las 10 entidades que concentraron el 64 % de todos los casos fueron: Ciudad de México, Estado de México, Nuevo León, Guanajuato, Jalisco, San Luis Potosí, Veracruz, Puebla, Tabasco y Sonora.
De acuerdo al informe técnico semanal de covid-19, los casos activos estimados aumentaron a 12 mil 182. Los pacientes recuperados del contagio de covid-19 han sido 6 millones 833 mil 884.
A pesar de que en días recientes el número de casos de covid-19 ha venido a la baja, la Secretaría de Salud reitera su llamado a utilizar el cubrebocas de la forma correcta, así como lavado frecuente de manos con agua y jabón o aplicación de alcohol-gel cuantas veces sea necesario y ventilación de espacios, con el propósito de reducir el riesgo de contagio. 
Se insiste en la protección de pacientes subceptibles como son diabéticos, hipertensos, lupus, artritis reumatoride, cancerosos e infectados por HIV (inmunosuprimidos), trasplantados renales tengan a bien llevar sus cuidados y protección para evitar el contagio. La relajación de las medidas de protección, van a originar reactividad y exacerbación del evento infeccioso. (www.Excelsior.com.mx).

### Desinformación
En México la pandemia de COVID-19 y la infodemia llegaron en un contexto de transformación poselectoral, el proceso de construcción de un nuevo régimen significó el desplazamiento de actores que antes ocupaban posiciones de poder y que hoy van perdiendo sus privilegios. En ese marco, la estrategia gubernamental para hacer frente a la pandemia ha sido blanco de ataques, estrategias de desinformación y deslegitimación por parte de aquellos actores que antes ocupaban posiciones privilegiadas y conformaban el viejo régimen político como, comunicadores, políticos, empresarios, exfuncionarios, entre otros. La narrativa opositora se conformó principalmente por prensa extranjera, vinculada a intereses políticos en México; expertos en salud, que se valen de la posición de científicos y neutrales, pero que son agentes políticos; integrantes del sector empresarial, como Ricardo Salinas Pliego, y por un grupo de gobernadores que constantemente buscaron deslegitimar la estrategia de salud del gobierno federal para posicionarse en sus respectivos mapas políticos locales. El gobierno mexicano contrarrestó los intentos de desinformación a través de una estrategia de comunicación masiva en la que personas especialistas en el manejo de la pandemia construían la narrativa oficial diariamente, como la figura del subsecretario de salud Hugo López-Gatell, quien encabezó conferencias de prensa vespertinas y que fue también blanco de múltiples ataques y campañas de deslegitimación.
Estudios sobre el tratamiento mediático de la pandemia COVID-19 en México concluyeron que los distintos medios de comunicación del país, como telenoticiarios y periódicos, se enfocaron más en el lado político y en la alteración de cifras de la pandemia que en proveer información científica y datos oficiales que promovieran la autoeficacia de las personas.

### Infodemia y desinfodemia
La Organización Mundial de la Salud (OMS) ha descrito la infodemia como “una sobreabundancia de información, en línea o en otros formatos”. Este término se utiliza cuando una gran cantidad de información, algunas veces precisa, otras no, dificulta que las personas encuentren fuentes fidedignas cuando la requieran. La Unesco dice que una desinfodemia es la información falsa o incorrecta que circula en Internet con el propósito deliberado de engañar.

## Opinión pública
| ¿Es la COVID-19 una preocupación principal en su país? (Ipsos) | ¿Es la COVID-19 una preocupación principal en su país? (Ipsos) | ¿Es la COVID-19 una preocupación principal en su país? (Ipsos) | ¿Es la COVID-19 una preocupación principal en su país? (Ipsos) | ¿Es la COVID-19 una preocupación principal en su país? (Ipsos) | ¿Es la COVID-19 una preocupación principal en su país? (Ipsos) | ¿Es la COVID-19 una preocupación principal en su país? (Ipsos) | ¿Es la COVID-19 una preocupación principal en su país? (Ipsos) | ¿Es la COVID-19 una preocupación principal en su país? (Ipsos) | ¿Es la COVID-19 una preocupación principal en su país? (Ipsos) | ¿Es la COVID-19 una preocupación principal en su país? (Ipsos) | ¿Es la COVID-19 una preocupación principal en su país? (Ipsos) |
| 2020                                                           | 2020                                                           | 2020                                                           | 2020                                                           | 2021                                                           | 2021                                                           | 2022                                                           | 2022                                                           | 2023                                                           | 2023                                                           | 2024                                                           | 2024                                                           |
| OpciónMes                                                      | Muestra                                                        | Sí                                                             | Ref(s).                                                        | Sí                                                             | Ref.                                                           | Sí                                                             | Ref.                                                           | Sí                                                             | Ref.                                                           | Sí                                                             | Ref.                                                           |
| -------------------------------------------------------------- | -------------------------------------------------------------- | -------------------------------------------------------------- | -------------------------------------------------------------- | -------------------------------------------------------------- | -------------------------------------------------------------- | -------------------------------------------------------------- | -------------------------------------------------------------- | -------------------------------------------------------------- | -------------------------------------------------------------- | -------------------------------------------------------------- | -------------------------------------------------------------- |
| Enero                                                          | —                                                              | —                                                              | —                                                              | 51%                                                            | [ 208 ]                                                        | 30%                                                            | [ 209 ]                                                        | 11%                                                            | [ 210 ]                                                        | 10%                                                            | [ 211 ]                                                        |
| Febrero                                                        | —                                                              | —                                                              | —                                                              | 58/61%                                                         | [ 212 ]                                                        | 38%                                                            | [ 213 ]                                                        | 11%                                                            | [ 214 ]                                                        | 9%                                                             | [ 215 ]                                                        |
| Marzo                                                          | —                                                              | —                                                              | —                                                              | 41%                                                            | [ 216 ]                                                        | 26%                                                            | [ 217 ]                                                        | 8%                                                             | [ 218 ]                                                        | 8%                                                             | [ 219 ]                                                        |
| Abril                                                          | —                                                              | 50%                                                            | [ 220 ]                                                        | 38%                                                            | [ 221 ]                                                        | 16%                                                            | [ 222 ]                                                        | 6%                                                             | [ 223 ]                                                        | 5%                                                             | [ 224 ]                                                        |
| Mayo                                                           | —                                                              | 48%                                                            | [ 225 ]                                                        | 27%                                                            | [ 226 ]                                                        | 14%                                                            | [ 227 ]                                                        | 5%                                                             | [ 228 ]                                                        | —                                                              | —                                                              |
| Junio                                                          | 500                                                            | 39%                                                            | [ 229 ] [ 230 ]                                                | 27%                                                            | [ 231 ]                                                        | 12%                                                            | [ 232 ]                                                        | 7%                                                             | [ 233 ]                                                        | —                                                              | —                                                              |
| Julio                                                          | 526                                                            | 43%                                                            | [ 234 ] [ 230 ]                                                | 36%                                                            | [ 235 ]                                                        | 19%                                                            | [ 236 ]                                                        | 5%                                                             | [ 237 ]                                                        | —                                                              | —                                                              |
| Agosto                                                         | 500                                                            | 43%                                                            | [ 238 ] [ 239 ]                                                | 46%                                                            | [ 240 ]                                                        | 19%                                                            | [ 241 ]                                                        | 5%                                                             | [ 242 ]                                                        | —                                                              | —                                                              |
| Septiembre                                                     | 505                                                            | 40%                                                            | [ 243 ] [ 244 ]                                                | 47%                                                            | [ 245 ] [ 246 ]                                                | 12%                                                            | [ 247 ]                                                        | 6%                                                             | [ 248 ]                                                        | —                                                              | —                                                              |
| Octubre                                                        | 500                                                            | 38%                                                            | [ 249 ] [ 250 ]                                                | 31%                                                            | [ 251 ]                                                        | 10%                                                            | [ 252 ]                                                        | 7%                                                             | [ 253 ]                                                        | —                                                              | —                                                              |
| Noviembre                                                      | 500                                                            | 48%                                                            | [ 254 ] [ 250 ]                                                | 34%                                                            | [ 255 ]                                                        | 10%                                                            | [ 256 ]                                                        | 7%                                                             | [ 257 ]                                                        | —                                                              | —                                                              |
| Diciembre                                                      | 1000                                                           | 45%                                                            | [ 258 ] [ 259 ]                                                | 33%                                                            | [ 260 ]                                                        | 9%                                                             | [ 261 ]                                                        | 5%                                                             | [ 262 ]                                                        | —                                                              | —                                                              |